# 广安街道 (方城县)
广安街道是中华人民共和国河南省南阳市方城县下辖的一个街道办事处。2021年5月31日挂牌成立，但未获省民政厅批准。

## 行政区划
广安街道下辖以下村级行政区划单位：
大黄庄村、贾李庄村、裕西新村、七里店村、十里铺村、闫岗村。